# Procryptocerus elegans
Procryptocerus elegans är en myrart som beskrevs av Santschi 1921. Procryptocerus elegans ingår i släktet Procryptocerus och familjen myror. Inga underarter finns listade i Catalogue of Life.